# South African Airways
South African Airways (SAA) — флагманская авиакомпания ЮАР, выполняющая внутренние и международные регулярные рейсы. Хабами авиакомпании являются аэропорты Йоханнесбурга и Кейптауна. До 1997 года у авиакомпании было название на языке африкаанс Suid-Afrikaanse Lugdiens (SAL), однако на ливрее самолётов этой надписи на данный момент уже нет. Входит в Star Alliance.

## История

### Создание
В 1934 авиакомпания Union Airways была приобретена правительством ЮАР и 1 февраля переименована в South African Airways. Первыми городами, куда совершала рейсы авиакомпания, были Кейптаун, Дурбан и Йоханнесбург. В следующем году, также 1 февраля, South African Airways приобрела South-West African Airways, которая с 1932 года совершала еженедельные почтовые рейсы между Виндхуком и Кимберли.
В 1930-е SAA вышла на международный рынок с рейсами в Кению и Уганду. Основным типом самолёта SAA в 1930-е был Junkers Ju 52, также известные как Tante-Ju («Тётушка Ю»). Во флоте SAA было 11 таких самолётов. Среди других типов, используемых в 1930-е было 18 Junkers Ju 86, которые использовались с 1937 года, а также 4 лёгких самолёта Airspeed «Envoy».
Небольшой рост перевозок продолжался в 1940-е, когда многие авиакомпании свернули деятельность в связи со Второй мировой войной. В 1944 SAA начала эксплуатацию Lockheed Lodestar для возобновляемых внутренних рейсов, в 1948 у SAA было уже 19 таких самолётов. Они были выведены из эксплуатации в 1955 году.
10 ноября 1945 года SAA открыл первые рейсы в Европу, первый из которых был совершён на Avro York в Борнмут, Англия из Палметфонтейна недалеко от Йоханнесбурга. С 1946 года их заменили DC-4 «Skymaster», а затем с 1950 года на международные маршруты вышли Lockheed Constellation. В послевоенные года также активно использовались восемь DC-3 Dakota, последние из которых были выведены из эксплуатации в 1970 году.

### Реактивная эра
В 1950-е с появлением реактивной гражданской авиации авиакомпания приобрела Boeing 707. В 1953 году SAA стала первой авиакомпанией за пределами Великобритании, которая стала использовать реактивный лайнер De Havilland Comet, который был получен в лизинг от BOAC. В ноябре 1957 года начали выполняться «рейсы кенгуру» в Перт (Австралия). Первый Boeing 707 SAA совершил рейс в Европу в 1960-м году в Афины. Через два года реактивные самолёты SAA стали совершать беспосадочные рейсы из ЮАР в Великобританию и в другие европейские страны. Рейс Йоханнесбург-Нью-Йорк через Рио-де-Жанейро был открыт в октябре 1969 года. Позднее в 1971 году SAA получила Boeing 747-200 'Jumbo Jet', а затем в 1976 году — дальнемагистральный 747-SP и Airbus A300, в 1983 году во флот был введён 747—300 EUD.

### Влияние апартеида
Последующие годы были отмечены устойчивым, но медленным ростом. Многие страны отказались от торговли с ЮАР, что сказалось на работе авиакомпании. В то время как на мировом рынке международных авиаперевозок шёл настоящий бум, рост SAA был незначительным. Многие африканские страны, кроме ближайших соседей ЮАР, отказывались предоставлять самолётам SAA своё воздушное пространство, однако SAA приобрёл флот дальнемагистральных Boeing 747 SP, которые могли совершать дальние перелёты без промежуточных посадок.
Главным направлением развития авиакомпании в 1970-е стало открытие маршрутов в Азию, были запущены рейсы Boeing 747 в Гонконг. В 1980 году, когда SAA начала осуществлять рейсы в Тайбэй, ЮАР стала одной из немногих стран, признавших правительство Китайской Республики на Тайване.

### 50-летие авиакомпании
В 1984 году SAA отпраздновала 50-ю годовщину. В этом году правительство ЮАР подписало соглашение с Сомали о предоставлении военной помощи режиму Сиада Барре в обмен на предоставления исключительного права на организацию авиаперевозок. Однако экономически это соглашение оказалось неэффективным, так как немногие сомалийцы могли позволить себе путешествие самолётом, а из-за непрерывных гражданских войн немногие хотели бы приехать в Сомали.
Рейсы SAA в Южную Америку в 1985 были сокращены в связи с низким спросом: рейс в Буэнос-Айрес был отменен, остались только рейсы в Рио-де-Жанейро.
В связи с международным осуждением режима апартеида в конце 1980-х отношение к SAA за рубежом было враждебным, офисы авиакомпании подвергались нападениям. Лондонский офис был забрызган красной краской, офисы в Хараре, Зимбабве были разгромлены протестующими. В 1987 году SAA закрыло рейсы в Перт и Сидней, что было непосредственно связано с протестами в Австралии против политики апартеида. 28 ноября того же года произошла авиакатастрофа Boeing-747 Helderberg, который летел из Тайбэя в Йоханнесбург и разбился в Индийском океане, около острова Маврикий, погибли все пассажиры и экипаж.
В этом же году в аэропорту был открыт музей South African Airways.

### Отмена государственной поддержки
С приходом в упадок системы апартеида, начиная с 1990 года, SAA стал стремиться избавляться от имиджа поддерживаемой государством авиакомпании, открывая новые рейсы и восстанавливая старые в аэропорты Африки и Азии. 1 июня 1990 южноафриканские компании подписали акт отмены госконтроля за перемещением граждан самолётами. Позднее в том же году SAA лондонский журнал Executive Travel выбрал авиакомпанию «Лучшей авиакомпанией Африки».
В 1991 SAA получила первый самолёт Airbus A320, а также первый Boeing 747—400, который получил имя Дурбан. Авиакомпания возобновила рейсы в Нью-Йоркский Международный аэропорт имени Джона Кеннеди, впервые после введения США экономических санкций против ЮАР в 1986 году, южноафриканские самолёты также получили возможность летать в Египет и Судан.
В 1992 авиакомпания стала совершать рейсы в Международный аэропорт Майами (из Кейптауна) и возобновила сообщение с Австралией. В этом же году были подписаны кодшеринговые соглашения с American Airlines и Air Tanzania. Были открыты прямые рейсы в Юго-восточную Азию, в том числе в Бангкок и Сингапур.
В 1993 начались регулярные рейсы в Манчестер и Гамбург, было подписано кодшеринговое соглашение с бразильской авиакомпанией VARIG.
В 1994 была запущена дочерняя авиакомпания (SA Express), которая стала совершать рейсы внутри страны. В этом же году был создан авиационный альянс, куда вошли SAA, Uganda Airlines и Air Tanzania. Кроме того, South African стала приветствовать пассажиров на внутренних рейсах на четырёх языках: английском, зулу, африкаанс и сото, на международных рейсах также стало звучать приветствие на языке страны назначения. Тем не менее, альянс не смог выдержать конкуренции против Kenya Airways (и аффилированной с ней Precision Air). Кроме того, правительство Танзании субсидировало Air Tanzania, что не могло не сказаться на отношениях с SAA.
В 1995 году Lufthansa заключила кодшеринговое соглашение с SAA, а в SAA приняли решение провести ребрендинг авиакомпании. В этом же году были объединены программы лояльности Voyager (South African) и AAdvantage (American Airlines).
В 1996 были прекращены рейсы в Сингапур, и крупнейшим азиатским хабом авиакомпании стал Бангкок. В этом же году South African стал перевозчиком олимпийской сборной ЮАР.

### Ребрендинг
В 1997 году SAA представила новый образ бренда, отказавшись от эмблемы со спрингбоком и старых национальных цветов — оранжевого, белого и голубого. Новая ливрея в своей основе имеет новый национальный флаг, с изображением солнца. Название авиакомпании на самолётах было сокращено до 'South African', а название на африкаанс Suid-Afrikaanse Lugdiens было убрано. Авиакомпания начала продажу билетов через интернет и создала альянс с SA Airlink и SA Express.
Один из самолётов, активно использовавшийся на международных рейсах, 747—300 Ndizani был раскрашен в яркие цвета, что символизировало многонациональность государства. Сейчас этот самолёт выведен из эксплуатации, однако в такую цветовую схему был перекрашен другой самолёт.
В 1998 президентом авиакомпании стал менеджер из США Эндрюс Коулмен. С его приходом были проведены мероприятия, направленные на увеличение клиентской базы и изменение уровня обслуживания.
В 2000 South African сделала заказ на 21 самолёт Boeing 737 для внутренних рейсов.
В 2001 году новым руководителем стал Андре Вильон. В 2002 году было подписано соглашение с Airbus Industrie об обновлении флота стоимостью 3.5 млрд долл., в том числе 9 A340-600, 6 A340-300, 11 A319 и 15 A320 (впоследствии заказ на A320 был отменён).
В конце 2002 года South African Airways приобрела 49 % Air Tanzania. Позже, в 2006, от объединения этих компаний отказались.
В марте 2004 South African Airways подала заявку на вступление в Star Alliance, полноценным членом которого она стала в апреле 2006 года.
В августе 2004 новым руководителем авиакомпании стал Хая Нгкила.
С 6 июня 2006 South African Airways разорвала кодшеринговое соглашение с Delta Air Lines, так как та входила в конкурирующий альянс SkyTeam.

## Вступление в Star Alliance
10 апреля 2006 года SAA официально вступила в Star Alliance. SAA сразу подписала кодшеринговое соглашение с United Airlines.
South African Airways является партнёром Skywards, программы лояльности Emirates Airline. Кроме того, партнёром авиакомпании является El Al Israel Airlines.

## Маршрутная сеть
SAA совершает международные рейсы в Сан-Пауло, Нью-Йорк, Вашингтон, Лондон, Франкфурт, Мюнхен, Мумбаи, Гонконг и Перт. Рейс в Буэнос-Айрес будет возобновлён с 8 апреля 2009 года. Большая часть международных и межконтинентальных рейсов выполняется из Йоханнесбурга. Единственный межконтинентальный рейс из аэропорта Кейптауна выполняются в Лондон. SAA также выполняет местные рейсы и рейсы в аэропорты африканских стран.

## Флот

### Нынешний флот
Флот South African Airways по состоянию на июль 2018 года:

## Инциденты и авиакатастрофы

### Авиакатастрофы
- Junkers Ju 52, ZS-AKY, 16 июня 1937. Самолёт разбился после взлёта из Порт Элизабет в результате отказа двух двигателей. Самолёт сгорел, некоторые пассажиры получили травмы. Это был первый серьёзный инцидент с самолётами авиакомпании[4].
- Lockheed L-18 Lodestar, ZS-AST 28 марта 1941, Эландс-Бэй, ЮАР. Погибли все, находившиеся на борту[4][5].
- de Havilland Comet, SA201, 8 апреля 1954 Рейс 201 вылетел из Рима через Каир в Йоханнесбург. Рейс осуществлялся на взятом в аренду у British Overseas Airways Corporation De Havilland Comet. Самолёт разбился у побережья Италии, погибли все 21 человек на борту. Катастрофа была связана с конструкционными дефектами самолёта.
- Vickers Viscount 818, SA406, 13 марта 1967, недалеко от Ист-Лондона, ЮАР. Самолёт разбился на расстоянии около 2 км от места назначения в плохих погодных условиях. Погибли все находящиеся на борту[4][5].
- Boeing 707-344C, SA228, 20 апреля 1968, около Виндхука, Юго-западная Африка (сегодня территория Намибии). Катастрофа произошла из-за неверных действий экипажа. Погибло 119 человек[4][5].
- Boeing 747-244B Combi, SA295, 28 ноября 1987 The Helderberg разбился в Индийском океане, выполнялся рейс из Тайбэя, Тайвань в Йоханнесбург через Маврикий. Погибли все 159 человек на борту[5].

### Инциденты
- Рейс 322 South African Airways, 17 июня 2006: Boeing 737-800, совершавший рейс из Кейптауна в Йоханнесбург, подвергся захвату со стороны 21-летнего зимбабвийца, который взял в заложники стюардессу и совершил попытку попасть в кабину самолёта, требуя совершить посадку в Мапуту, Мозамбик. Инцидент транслировался через кабельную связь, самолёт был возвращён в Кейптаун, где подозреваемый был арестован полицией[6][7].